# Stenochironomus fascipennis
Stenochironomus fascipennis är en tvåvingeart som först beskrevs av Zetterstedt 1838.  Stenochironomus fascipennis ingår i släktet Stenochironomus och familjen fjädermyggor. Arten är reproducerande i Sverige. Inga underarter finns listade i Catalogue of Life.